# Andrew Pocrnic
Andrew Pocrnic (Saskatoon, 16 dicembre 1996) è un giocatore di football americano canadese che gioca come runningback per gli Allgäu Comets.